# 韩城遗址
韩城遗址，是位于中国安徽省合肥市肥东县桥头集镇大韩社区的一个商周时期古遗址，2013年被合肥市人民政府公布为第五批合肥市文物保护单位。
韩城遗址面积5000平方米，比周围高2米，采集到的文物有饰以绳纹的夹砂红、褐陶片，以鬲足、罐口沿和盆口沿为主要器形。